# Navoi Színház
A Navoi Színház az üzbegisztáni Taskent nemzeti operaszínháza.

## Története

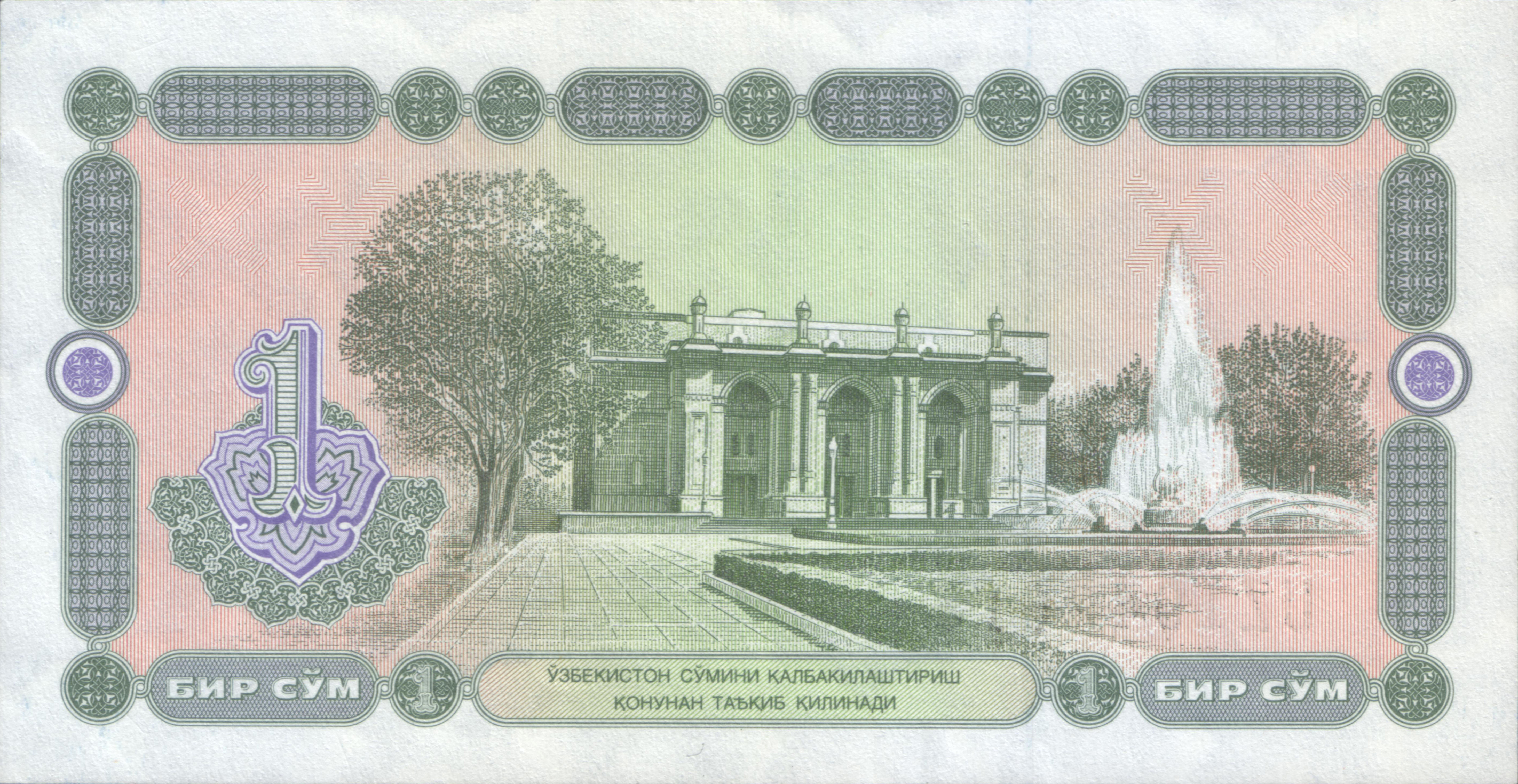
A Navoi Színház az 1 szom pénzjegyen

1929-ben megalakult a Muhitdin Kari-Jakubov vezette amatőr csoport, majd megalapították a hivatásos színházat. 1939-ben átnevezték Üzbég Állami Opera- és Balettszínházra, 1948 márciusában pedig az orosz színházzal egyesítették, és Alisher Navoiról elnevezett Állami Opera- és Balettszínháznak nevezték el. Később, 1959-ben a színház elnyerte az akadémiai, 1966-ban pedig a Bolsoj Színház státuszt.
Alekszej Scsusev tervei alapján a színház épülete 1942 és 1947 között épült, és 1947 novemberében nyitották meg a nagyközönség előtt, Alisher Navoi születésének 500. évfordulója alkalmából. 1945 és 1947 között a japán hadifoglyok is részt vettek az építésben.
A színház befogadóképessége 1400 néző. A nagyszínpad 540 négyzetméteres.

## Előadások
A színház üzbég zeneszerzők operáit, valamint európai klasszikusokat szerepeltet a programjaiban. Különösen ismert a balettegyüttese, melynek táncosai már a világ nagy színpadain is felléptek. Olyan baletteket adnak elő, mint A hattyúk tava és a Don Quijote, valamint üzbég népzenére épülő alkotásokat.

## Fordítás
- Ez a szócikk részben vagy egészben  a   Navoi Theater című angol Wikipédia-szócikk ezen változatának fordításán alapul.  Az eredeti cikk szerkesztőit annak laptörténete sorolja fel. Ez a jelzés csupán a megfogalmazás eredetét és a szerzői jogokat jelzi, nem szolgál a cikkben szereplő információk forrásmegjelöléseként.